# Itapebi
Itapebi es un municipio del estado de Bahía, en el Brasil. Su población estimada en 2004 era de 11 151 habitantes.

## Topónimo
"Itapebi" es un término tupí que significa "agua de la piedra achatada".